# Branislav Skladaný
Branislav Skladaný (Brezno, 16 de noviembre de 1983) es un jugador profesional de voleibol eslovaco, juego de posición armador. 

## Palmarés

### Clubes
Copa de la República Checa:
- 2004

Campeonato de la República Checa:
- 2004, 2005, 2010
- 2006, 2009
- 2008

Copa de Alemania:
- 2011, 2013

Campeonato de Alemania:
- 2012
- 2011, 2013

Supercopa de Bélgica:
- 2016[2]

Campeonato de Bélgica:
- 2017

Copa de Eslovaquia:
- 2018

Campeonato de Eslovaquia:
- 2018

### Selección nacional
Liga Europea:
- 2007